# Élections législatives de 2007 dans le Pas-de-Calais
Les élections législatives françaises de 2007 se déroulent les 10 et 17 juin 2007. Dans le département du Pas-de-Calais, quatorze députés sont à élire dans le cadre de quatorze circonscriptions.
Cette élection, dans le cadre du département du Pas-de-Calais a été marquée par un équilibre entre la droite et la gauche au niveau du nombre d'élus. Néanmoins, quelques originalités ont distingué le département du Pas-de-Calais du reste de la France. C'est dans ce département qu'a été élu le seul député de gauche dès le premier tour, Michel Lefait étant reconduit au premier tour dans la 8e circonscription.
Le Pas-de-Calais est aussi le seul département à avoir vu un second tour opposant le PS au FN en la personne de Marine Le Pen dans la 14e circonscription.

## Élus
| Circonscription                                 | Député sortant                             | Parti | Parti | Député élu ou réélu  | Parti | Parti |
| ----------------------------------------------- | ------------------------------------------ | ----- | ----- | -------------------- | ----- | ----- |
| 1re                                             | Jean-Pierre Defontaine*                    |       | PRG   | Jacqueline Maquet    |       | PS    |
| 2e                                              | Catherine Génisson                         |       | PS    | Catherine Génisson   |       | PS    |
| 3e                                              | Jean-Claude Leroy                          |       | PS    | Jean-Claude Leroy    |       | PS    |
| 4e                                              | Léonce Deprez                              |       | UMP   | Daniel Fasquelle     |       | UMP   |
| 5e                                              | Guy Lengagne                               |       | PS    | Frédéric Cuvillier   |       | PS    |
| 6e                                              | Jack Lang                                  |       | PS    | Jack Lang            |       | PS    |
| 7e                                              | Gilles Cocquempot                          |       | PS    | Gilles Cocquempot    |       | PS    |
| 8e                                              | Michel Lefait                              |       | PS    | Michel Lefait        |       | PS    |
| 9e                                              | André Flajolet                             |       | UMP   | André Flajolet       |       | UMP   |
| 10e                                             | Serge Janquin                              |       | PS    | Serge Janquin        |       | PS    |
| 11e                                             | Odette Duriez suppléante de Marcel Cabiddu |       | PS    | Odette Duriez        |       | PS    |
| 12e                                             | Jean-Pierre Kucheida                       |       | PS    | Jean-Pierre Kucheida |       | PS    |
| 13e                                             | Jean-Claude Bois                           |       | PS    | Guy Delcourt         |       | PS    |
| 14e                                             | Albert Facon                               |       | PS    | Albert Facon         |       | PS    |
| * député sortant ne se représentant pas en 2007 |                                            |       |       |                      |       |       |

## Résultats

### Analyse
- Un seul changement intervient lors des élections législatives de juin 2007, et ce, au sein de la gauche. Le député sortant de la Première circonscription du Pas-de-Calais, Jean-Pierre Defontaine ne se représente pas. En vertu des accords PS-PRG-MRC, c'est la socialiste Jacqueline Maquet qui se présente au nom de cette union. Le PS devient donc le seul parti de gauche représentant le Pas-de-Calais à l'Assemblée nationale. Trois autres successions ont eu lieu: Daniel Fasquelle (UMP) succède à Léonce Deprez (UMP) dans la quatrième circonscription, Guy Delcourt (PS) succède à Jean-Claude Bois (PS) dans la treizième circonscription et Frédéric Cuvillier (PS) succède à Guy Lengagne (PS) dans la cinquième circonscription

- Le PS a obtenu 36 % des suffrages au niveau départemental. Le PS ayant toujours été fort dans le Pas-de-Calais, il se voit gagner 12 sièges de députés sur les 14 du département. Il faut noter que le Pas-de-Calais a été le seul à élire dès le premier tour un député Socialiste en la personne de Michel Lefait (8e) avec 51,97 % des suffrages. Les scores des socialistes sont assez importants au second tour : 69,69 % pour Jean-Pierre Kucheida (12e), 67,90 % pour Serge Janquin (10e), 64,22 % pour Guy Delcourt (13e), 62,04 % pour Frédéric Cuvillier (5e), 61,66 % pour Odette Duriez (11e), 58,35 % pour Albert Facon (14e), 57,09 % pour Jean-Claude Leroy (3e), 56,11 % pour Catherine Génisson (2e), 54,72 % pour Jack Lang (6e), 52,09 % pour Jacqueline Maquet (1er) et 50,71 % pour Gilles Cocquempot (7e)

- L'UMP obtient près de 30 % des suffrages au niveau départemental. L'UMP fait figure de parent pauvre lors de ces élections législatives. Alors qu'il pouvait nourrir de grands espoirs dans la Première circonscription du Pas-de-Calais, et, surtout, dans la Septième circonscription du Pas-de-Calais où Natacha Bouchart est battue sur le fil par le sortant Socialiste Gilles Cocquempot. Néanmoins, l'UMP conserve ses deux sièges de députés : Daniel Fasquelle dans la quatrième circonscription avec 53,89 % et André Flajolet dans la neuvième circonscription avec 51,76 %.

- Le Front national, bien qu'en chute dans l'ensemble de la France fait passer au second tour la Présidente du Front national, Marine Le Pen dans la quatorzième circonscription. C'est la seule de 577 circonscriptions françaises à opposer en duel le PS et le FN. Le score du second tour est assez important pour le FN qui obtient tout de même 41,65 % des voix. Au niveau départemental, le Front national obtient un score assez faible de 7,33 % des suffrages.

- Le PCF qui a déjà eu quelques députés dans le Pas-de-Calais n'obtient que 6,55 % des suffrages départementaux. Ce score est plus faible qu'en 2002, et, le PCF ne se maintient au second tour dans aucune circonscription. Le PCF obtient cependant quelques scores notables : 13,18 % dans la 13°, 12,48 % dans la 10°, 11,49 % dans la 14° et 9,49 % dans la 12°.

- Le MoDem chute lourdement par rapport à la Présidentielle. Alors qu'il a obtenu 13,65 % dans le Pas-de-Calais pour les Présidentielles, il tombe, pour ces législatives, à un score départemental de 4,42 %, bien que Jean Urbaniak obtienne 13,24 % des suffrages dans la 14e circonscription

- Les Verts sont souvent sous la barre des 2 % et ne peuvent se maintenir au second tour dans aucune circonscription. Naceira Vincent offre leur meilleur score dans la 13e circonscription avec 3,46 % des suffrages exprimés.

### Résultats au niveau départemental
| Parti                                             | Parti                                       | Premier tour | Premier tour | Second tour | Second tour | Sièges |
| Parti                                             | Parti                                       | Voix         | %            | Voix        | %           | Sièges |
| ------------------------------------------------- | ------------------------------------------- | ------------ | ------------ | ----------- | ----------- | ------ |
|                                                   | Parti socialiste                            | 235 759      | 36,58        | 335 436     | 57,02       | 12     |
|                                                   | Parti communiste français                   | 42 176       | 6,54         |             |             | 0      |
|                                                   | Les Verts                                   | 15 309       | 2,37         | 0           |             |        |
|                                                   | Mouvement républicain et citoyen            | 654          | 0,10         | 0           |             |        |
|                                                   | Gauche parlementaire                        | 293 898      | 45,60        | 335 436     | 57,02       | 12     |
|                                                   |                                             |              |              |             |             |        |
|                                                   | Union pour un mouvement populaire           | 191 602      | 29,73        | 235 678     | 40,07       | 2      |
|                                                   | Divers droite                               | 17 064       | 2,65         |             |             | 0      |
|                                                   | Nouveau centre                              | 6 249        | 0,97         | 0           |             |        |
|                                                   | Mouvement pour la France                    | 3 685        | 0,57         | 0           |             |        |
|                                                   | Debout la République                        | 855          | 0,13         | 0           |             |        |
|                                                   | Centre national des indépendants et paysans | 357          | 0,05         | 0           |             |        |
|                                                   | Majorité présidentielle                     | 219 812      | 34,11        | 235 678     | 40,07       | 2      |
|                                                   |                                             |              |              |             |             |        |
|                                                   | Front national                              | 47 256       | 7,33         | 17 107      | 2,91        | 0      |
|                                                   | UDF–Mouvement démocrate                     | 30 343       | 4,71         |             |             | 0      |
|                                                   | Extrême gauche dont LCR et LO               | 27 871       | 4,32         | 0           |             |        |
|                                                   | Chasse, pêche, nature et traditions         | 16 523       | 2,56         | 0           |             |        |
|                                                   | Divers écologiste dont LT-LNÉ et MÉI        | 4 532        | 0,70         | 0           |             |        |
|                                                   | Mouvement national républicain              | 2 421        | 0,38         | 0           |             |        |
|                                                   | Divers                                      | 1 839        | 0,29         | 0           |             |        |
|                                                   |                                             |              |              |             |             |        |
| Inscrits                                          | Inscrits                                    | 1 081 480    | 100,00       | 1 012 082   | 100,00      | 14     |
| Abstentions                                       | Abstentions                                 | 420 258      | 38,86        | 398 167     | 39,34       |        |
| Votants                                           | Votants                                     | 661 222      | 61,14        | 613 915     | 60,66       |        |
| Blancs et nuls                                    | Blancs et nuls                              | 16 727       | 2,53         | 25 694      | 4,19        |        |
| Exprimés                                          | Exprimés                                    | 644 495      | 97,47        | 588 221     | 95,81       |        |
| Source : Ministère de l'Intérieur - Pas-de-Calais |                                             |              |              |             |             |        |

#### Répartition des voix

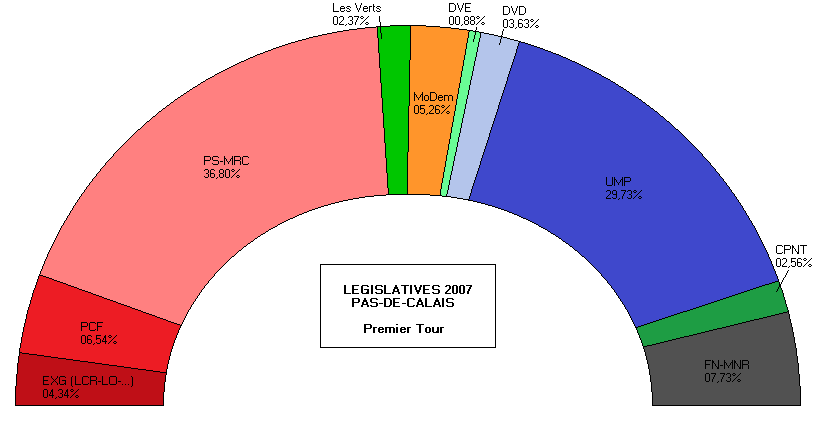
Résultats du premier tour
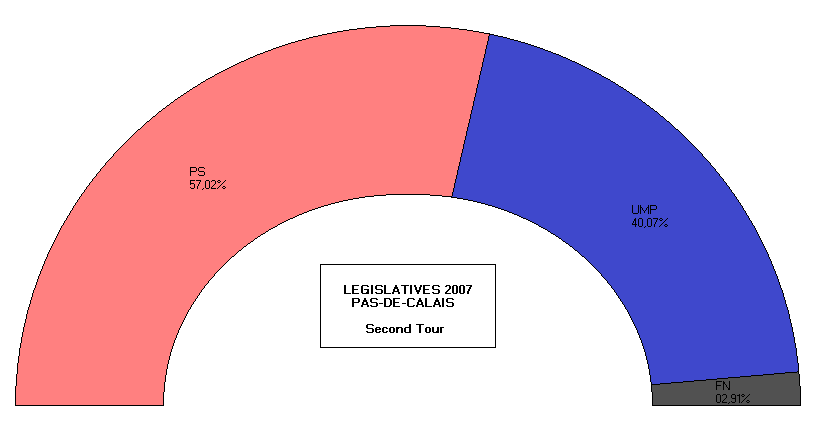
Résultats du second tour

### Résultats par circonscription

#### Première circonscription (Arras-Bapaume)
| Candidat       | Candidat                | Parti                   | Premier tour | Premier tour | Second tour | Second tour |  |
| Candidat       | Candidat                | Parti                   | Voix         | %            | Voix        | %           |  |
| -------------- | ----------------------- | ----------------------- | ------------ | ------------ | ----------- | ----------- |  |
|                | Philippe Rapeneau       | UMP                     | 18 908       | 37,64        | 24 282      | 47,91       |  |
|                | Jacqueline Maquet élue  | PS                      | 16 257       | 32,36        | 26 398      | 52,09       |  |
|                | Gérard Pavy             | Divers droite           | 3 886        | 7,74         |             |             |  |
|                | Joseph Gabriele         | FN                      | 2 866        | 5,71         |             |             |  |
|                | Isabelle Carré          | CPNT                    | 1 631        | 3,25         |             |             |  |
|                | Sigrid Dumoncay         | Extrême gauche (LCR)    | 1 406        | 2,80         |             |             |  |
|                | Jean-Jacques Guillemant | PCF                     | 1 402        | 2,79         |             |             |  |
|                | Laura Sanchez           | Les Verts               | 1 369        | 2,73         |             |             |  |
|                | Isabelle Brunet         | Extrême gauche (LO)     | 768          | 1,53         |             |             |  |
|                | Éric Venel              | Divers écologiste (MÉI) | 557          | 1,11         |             |             |  |
|                | Étienne Parent          | Divers                  | 484          | 0,96         |             |             |  |
|                | Danièle Loriau          | Extrême droite (MNR)    | 416          | 0,83         |             |             |  |
|                | Mauricette Rainouard    | Divers (LFA)            | 283          | 0,56         |             |             |  |
|                |                         |                         |              |              |             |             |  |
| Inscrits       | Inscrits                | Inscrits                | 79 843       | 100,00       | 79 842      | 100,00      |  |
| Abstentions    | Abstentions             | Abstentions             | 28 186       | 35,3         | 27 305      | 34,2        |  |
| Votants        | Votants                 | Votants                 | 51 657       | 64,7         | 52 537      | 65,8        |  |
| Blancs et nuls | Blancs et nuls          | Blancs et nuls          | 1 424        | 2,76         | 1 857       | 3,53        |  |
| Exprimés       | Exprimés                | Exprimés                | 50 233       | 97,24        | 50 680      | 96,47       |  |

#### Deuxième circonscription (Arras-Nord)
| Candidat       | Candidat                           | Parti          | Premier tour | Premier tour | Second tour | Second tour |  |
| Candidat       | Candidat                           | Parti          | Voix         | %            | Voix        | %           |  |
| -------------- | ---------------------------------- | -------------- | ------------ | ------------ | ----------- | ----------- |  |
|                | Catherine Génisson sortante réélue | PS             | 19 137       | 38,80        | 27 635      | 56,11       |  |
|                | Michel Ziolkowski                  | UMP            | 17 403       | 35,29        | 21 615      | 43,89       |  |
|                | Denise Bocquillet                  | UDF–MoDem      | 3 497        | 7,09         |             |             |  |
|                | Dominique Denghin                  | FN             | 3 063        | 6,21         |             |             |  |
|                | Jean-Michel Becquet                | CPNT           | 1 529        | 3,10         |             |             |  |
|                | Thierry Matezak                    | Les Verts      | 1 323        | 02,68        |             |             |  |
|                | Juliette Perrot                    | LCR            | 1 287        | 2,61         |             |             |  |
|                | Jean-Pierre Delezenne              | PCF            | 1 263        | 2,56         |             |             |  |
|                | Marine Molins                      | LO             | 516          | 1,05         |             |             |  |
|                | Dominique Guffroy                  | PT             | 300          | 0,61         |             |             |  |
|                |                                    |                |              |              |             |             |  |
| Inscrits       | Inscrits                           | Inscrits       | 76 522       | 100,00       | 76 518      | 100,00      |  |
| Abstentions    | Abstentions                        | Abstentions    | 26 140       | 34,16        | 25 730      | 33,63       |  |
| Votants        | Votants                            | Votants        | 50 382       | 65,84        | 50 788      | 66,37       |  |
| Blancs et nuls | Blancs et nuls                     | Blancs et nuls | 1 064        | 2,11         | 1 538       | 3,03        |  |
| Exprimés       | Exprimés                           | Exprimés       | 49 318       | 97,89        | 49 250      | 96,97       |  |

#### Troisième  circonscription (Fruges)
| Candidat       | Candidat                        | Parti                | Premier tour | Premier tour | Second tour | Second tour |  |
| Candidat       | Candidat                        | Parti                | Voix         | %            | Voix        | %           |  |
| -------------- | ------------------------------- | -------------------- | ------------ | ------------ | ----------- | ----------- |  |
|                | Jean-Claude Leroy sortant réélu | PS                   | 22 956       | 44,34        | 30 004      | 57,09       |  |
|                | Hélène Magnier                  | UMP                  | 17 417       | 33,64        | 22 553      | 42,91       |  |
|                | Francis Hennebelle              | UDF–MoDem            | 2 575        | 4,97         |             |             |  |
|                | Marion Auffray                  | FN                   | 2 324        | 4,49         |             |             |  |
|                | Corinne Desutter                | CPNT                 | 1 803        | 3,48         |             |             |  |
|                | Françoise Bonnard               | MPF                  | 1 076        | 2,08         |             |             |  |
|                | Nathalie Flautre                | Les Verts            | 984          | 1,90         |             |             |  |
|                | Magalie Debisschop              | Extrême gauche (LCR) | 927          | 1,79         |             |             |  |
|                | Catherine Lemoine               | PCF                  | 774          | 1,50         |             |             |  |
|                | Raymond Merlin                  | Extrême gauche (LO)  | 674          | 1,30         |             |             |  |
|                | Jean-Pierre D'Hollander         | Extrême droite (MNR) | 258          | 0,50         |             |             |  |
|                |                                 |                      |              |              |             |             |  |
| Inscrits       | Inscrits                        | Inscrits             | 75 375       | 100,00       | 75 375      | 100,00      |  |
| Abstentions    | Abstentions                     | Abstentions          | 22 351       | 29,65        | 21 363      | 28,34       |  |
| Votants        | Votants                         | Votants              | 53 024       | 70,35        | 54 012      | 71,66       |  |
| Blancs et nuls | Blancs et nuls                  | Blancs et nuls       | 1 256        | 2,37         | 1 455       | 2,69        |  |
| Exprimés       | Exprimés                        | Exprimés             | 51 768       | 97,63        | 52 557      | 97,31       |  |

#### Quatrième circonscription (Montreuil)
| Candidat       | Candidat             | Parti          | Premier tour | Premier tour | Second tour | Second tour |  |
| Candidat       | Candidat             | Parti          | Voix         | %            | Voix        | %           |  |
| -------------- | -------------------- | -------------- | ------------ | ------------ | ----------- | ----------- |  |
|                | Daniel Fasquelle élu | UMP            | 21 857       | 45,04        | 26 498      | 53,89       |  |
|                | Vincent Léna         | PS             | 14 132       | 29,12        | 22 675      | 46,11       |  |
|                | Adam Kapella         | UDF–MoDem      | 2 772        | 5,71         |             |             |  |
|                | Fabrice Gosselin     | CPNT           | 2 560        | 5,28         |             |             |  |
|                | Renée Coolzaet       | FN             | 2 001        | 4,12         |             |             |  |
|                | Pascal Thiébaux      | PCF            | 1 912        | 3,94         |             |             |  |
|                | Stéphanie Bocquet    | Les Verts      | 951          | 1,96         |             |             |  |
|                | Laurence Courbois    | LCR            | 863          | 1,78         |             |             |  |
|                | Patrick Macquet      | LO             | 653          | 1,35         |             |             |  |
|                | Véronique Loir       | DLR            | 317          | 0,65         |             |             |  |
|                | Bernadette Lacroix   | MNR            | 266          | 0,55         |             |             |  |
|                | Marinette Bache      | MRC            | 239          | 0,49         |             |             |  |
|                |                      |                |              |              |             |             |  |
| Inscrits       | Inscrits             | Inscrits       | 78 966       | 100,00       | 78 965      | 100,00      |  |
| Abstentions    | Abstentions          | Abstentions    | 29 308       | 37,11        | 28 343      | 35,89       |  |
| Votants        | Votants              | Votants        | 49 658       | 62,89        | 50 622      | 64,11       |  |
| Blancs et nuls | Blancs et nuls       | Blancs et nuls | 1 135        | 2,29         | 1 449       | 2,86        |  |
| Exprimés       | Exprimés             | Exprimés       | 48 523       | 97,71        | 49 173      | 97,14       |  |

#### Cinquième circonscription (Boulogne-sur-Mer)
| Candidat       | Candidat               | Parti          | Premier tour | Premier tour | Second tour | Second tour |  |
| Candidat       | Candidat               | Parti          | Voix         | %            | Voix        | %           |  |
| -------------- | ---------------------- | -------------- | ------------ | ------------ | ----------- | ----------- |  |
|                | Frédéric Cuvillier élu | PS             | 15 261       | 39,35        | 23 315      | 62,04       |  |
|                | Annick Valla           | UMP            | 7 446        | 19,20        | 14 266      | 37,96       |  |
|                | Laurent Feutry         | NC             | 5 562        | 14,34        |             |             |  |
|                | Jean-Pierre Pont       | Divers droite  | 3 564        | 9,19         |             |             |  |
|                | Brigitte Passebosc     | PCF            | 2 197        | 5,66         |             |             |  |
|                | Monique Sgard          | FN             | 1 494        | 3,85         |             |             |  |
|                | Philippe Herenguel     | LCR            | 982          | 2,53         |             |             |  |
|                | Max Papyle             | Les Verts      | 692          | 1,78         |             |             |  |
|                | Christine Charlet      | CPNT           | 590          | 1,52         |             |             |  |
|                | François Lecaplain     | LO             | 508          | 1,31         |             |             |  |
|                | Miguel Torrès          | MÉI            | 487          | 1,26         |             |             |  |
|                |                        |                |              |              |             |             |  |
| Inscrits       | Inscrits               | Inscrits       | 64 863       | 100,00       | 64 862      | 100,00      |  |
| Abstentions    | Abstentions            | Abstentions    | 25 339       | 39,07        | 25 663      | 39,57       |  |
| Votants        | Votants                | Votants        | 39 524       | 60,93        | 39 199      | 60,43       |  |
| Blancs et nuls | Blancs et nuls         | Blancs et nuls | 741          | 1,87         | 1 618       | 4,13        |  |
| Exprimés       | Exprimés               | Exprimés       | 38 783       | 98,13        | 37 581      | 95,87       |  |

#### Sixième circonscription (Guînes)
| Candidat       | Candidat                | Parti          | Premier tour | Premier tour | Second tour | Second tour |  |
| Candidat       | Candidat                | Parti          | Voix         | %            | Voix        | %           |  |
| -------------- | ----------------------- | -------------- | ------------ | ------------ | ----------- | ----------- |  |
|                | Jack Lang sortant réélu | PS             | 16 956       | 39,53        | 23 839      | 54,72       |  |
|                | Frédéric Wacheux        | UMP            | 14 229       | 33,17        | 19 729      | 45,28       |  |
|                | Jean-Jacques Vernalde   | FN             | 2 228        | 5,19         |             |             |  |
|                | Gisèle Cocquerelle      | PCF            | 1 923        | 4,48         |             |             |  |
|                | Hervé Morcrette         | UDF–MoDem      | 1 739        | 4,05         |             |             |  |
|                | Rémi Harlé              | CPNT           | 1 105        | 2,58         |             |             |  |
|                | Christian Ternisien     | LCR            | 1 038        | 2,42         |             |             |  |
|                | Vincent Bécu            | Les Verts      | 965          | 2,25         |             |             |  |
|                | Christophe Beaudouin    | MPF            | 877          | 2,04         |             |             |  |
|                | Françoise Millot        | LO             | 558          | 1,30         |             |             |  |
|                | Olivier Dumont          | MÉI            | 456          | 1,06         |             |             |  |
|                | Marie-Claude Ziegler    | CNIP           | 357          | 0,83         |             |             |  |
|                | Hervé de Mil            | MNR            | 246          | 0,57         |             |             |  |
|                | Agnès Barbier           | Divers         | 217          | 0,51         |             |             |  |
|                |                         |                |              |              |             |             |  |
| Inscrits       | Inscrits                | Inscrits       | 73 692       | 100,00       | 73 693      | 100,00      |  |
| Abstentions    | Abstentions             | Abstentions    | 29 750       | 40,37        | 28 617      | 38,83       |  |
| Votants        | Votants                 | Votants        | 43 942       | 59,63        | 45 076      | 61,17       |  |
| Blancs et nuls | Blancs et nuls          | Blancs et nuls | 1 048        | 2,38         | 1 508       | 3,35        |  |
| Exprimés       | Exprimés                | Exprimés       | 42 894       | 97,62        | 43 568      | 96,65       |  |

#### Septième circonscription (Calais)
| Candidat       | Candidat                        | Parti          | Premier tour | Premier tour | Second tour | Second tour |  |
| Candidat       | Candidat                        | Parti          | Voix         | %            | Voix        | %           |  |
| -------------- | ------------------------------- | -------------- | ------------ | ------------ | ----------- | ----------- |  |
|                | Natacha Bouchart                | UMP            | 15 924       | 33,70        | 23 319      | 49,29       |  |
|                | Gilles Cocquempot sortant réélu | PS             | 12 581       | 26,63        | 23 994      | 50,71       |  |
|                | Marcel Levaillant               | PCF            | 3 537        | 7,49         |             |             |  |
|                | Bernard Carpentier              | Divers droite  | 3 401        | 7,20         |             |             |  |
|                | François Dubout                 | FN             | 3 257        | 6,89         |             |             |  |
|                | Arnaud Leclair                  | UDF–MoDem      | 2 894        | 6,13         |             |             |  |
|                | Laurent Roussel                 | LCR            | 1 574        | 3,33         |             |             |  |
|                | Lionel Varrier-Bal              | CPNT           | 1 555        | 3,29         |             |             |  |
|                | Jacques Goubelle                | Les Verts      | 1 103        | 2,33         |             |             |  |
|                | Dominique Wailly                | LO             | 773          | 1,64         |             |             |  |
|                | Christophe Lemoine              | Divers         | 269          | 0,57         |             |             |  |
|                | André Beun                      | PT             | 212          | 0,45         |             |             |  |
|                | Marc Milner                     | MNR            | 166          | 0,35         |             |             |  |
|                |                                 |                |              |              |             |             |  |
| Inscrits       | Inscrits                        | Inscrits       | 85 833       | 100,00       | 85 824      | 100,00      |  |
| Abstentions    | Abstentions                     | Abstentions    | 37 412       | 43,59        | 36 651      | 42,7        |  |
| Votants        | Votants                         | Votants        | 48 421       | 56,41        | 49 173      | 57,3        |  |
| Blancs et nuls | Blancs et nuls                  | Blancs et nuls | 1 175        | 2,43         | 1 860       | 3,78        |  |
| Exprimés       | Exprimés                        | Exprimés       | 47 246       | 97,57        | 47 313      | 96,22       |  |

#### Huitième circonscription (Saint-Omer)
|                | Michel Lefait sortant réélu | PS             | 22 994 | 51,97  |  |  |  |
|                | Marie-Pascale Bataille      | UMP            | 14 935 | 33,75  |  |  |  |
|                | Marie Duriez                | FN             | 2 023  | 4,57   |  |  |  |
|                | Sabine Leurs                | CPNT           | 1 310  | 2,96   |  |  |  |
|                | Brigitte Persson            | Les Verts      | 898    | 2,03   |  |  |  |
|                | Habiba Lahbairi             | LCR            | 645    | 1,46   |  |  |  |
|                | Flore Lataste               | LO             | 623    | 1,41   |  |  |  |
|                | René Vandenkoornhuyse       | PCF            | 455    | 1,03   |  |  |  |
|                | Brigitte Lagrange           | MNR            | 364    | 0,82   |  |  |  |
|                |                             |                |        |        |  |  |  |
| Inscrits       | Inscrits                    | Inscrits       | 69 110 | 100,00 |  |  |  |
| Abstentions    | Abstentions                 | Abstentions    | 23 758 | 34,38  |  |  |  |
| Votants        | Votants                     | Votants        | 45 352 | 65,62  |  |  |  |
| Blancs et nuls | Blancs et nuls              | Blancs et nuls | 1 105  | 2,44   |  |  |  |
| Exprimés       | Exprimés                    | Exprimés       | 44 247 | 97,56  |  |  |  |

#### Neuvième circonscription (Béthune)
| Candidat       | Candidat                     | Parti          | Premier tour | Premier tour | Second tour | Second tour |  |
| Candidat       | Candidat                     | Parti          | Voix         | %            | Voix        | %           |  |
| -------------- | ---------------------------- | -------------- | ------------ | ------------ | ----------- | ----------- |  |
|                | André Flajolet sortant réélu | UMP            | 19 307       | 38,51        | 25 841      | 51,76       |  |
|                | Jacques Mellick              | PS             | 15 961       | 31,84        | 24 080      | 48,24       |  |
|                | Lucien Andriès               | PCF            | 4 589        | 9,15         |             |             |  |
|                | Évelyne Géronnez             | FN             | 2 201        | 4,39         |             |             |  |
|                | Marcel Trollé                | UDF–MoDem      | 1 856        | 3,70         |             |             |  |
|                | Anne Ecuyer                  | Les Verts      | 1 496        | 2,98         |             |             |  |
|                | Didier Chappe                | CPNT           | 1 379        | 2,75         |             |             |  |
|                | Philippe Mussat              | LCR            | 1 064        | 2,12         |             |             |  |
|                | Jean-Paul Wallard            | LO             | 575          | 1,15         |             |             |  |
|                | Michel Hecquet               | MÉI            | 530          | 1,06         |             |             |  |
|                | Nathalie Audegond            | MRC            | 415          | 0,83         |             |             |  |
|                | Michel Bertin                | COM            | 315          | 0,63         |             |             |  |
|                | Véronique Péan               | MNR            | 258          | 0,51         |             |             |  |
|                | François Drouvin             | Divers         | 187          | 0,37         |             |             |  |
|                |                              |                |              |              |             |             |  |
| Inscrits       | Inscrits                     | Inscrits       | 80 924       | 100,00       | 80 924      | 100,00      |  |
| Abstentions    | Abstentions                  | Abstentions    | 29 425       | 36,36        | 27 947      | 34,53       |  |
| Votants        | Votants                      | Votants        | 51 499       | 63,64        | 52 977      | 65,47       |  |
| Blancs et nuls | Blancs et nuls               | Blancs et nuls | 1 366        | 2,65         | 3 056       | 5,77        |  |
| Exprimés       | Exprimés                     | Exprimés       | 50 133       | 97,35        | 49 921      | 94,23       |  |

#### Dixième circonscription (Bruay-la-Buissière)
| Candidat       | Candidat                    | Parti          | Premier tour | Premier tour | Second tour | Second tour |  |
| Candidat       | Candidat                    | Parti          | Voix         | %            | Voix        | %           |  |
| -------------- | --------------------------- | -------------- | ------------ | ------------ | ----------- | ----------- |  |
|                | Serge Janquin sortant réélu | PS             | 15 431       | 37,91        | 25 496      | 67,90       |  |
|                | Isabelle Morel              | UMP            | 7 049        | 17,32        | 12 055      | 32,10       |  |
|                | Daniel Dewalle              | PCF            | 5 082        | 12,48        |             |             |  |
|                | Richard Jarrett             | Divers droite  | 5 078        | 12,47        |             |             |  |
|                | Chantal Bojanek             | FN             | 2 096        | 5,15         |             |             |  |
|                | Annie Delannoy-Jumez        | UDF–MoDem      | 1 550        | 3,81         |             |             |  |
|                | Olivier Vasse               | LCR            | 969          | 2,38         |             |             |  |
|                | Lisette Sudic               | Les Verts      | 888          | 2,18         |             |             |  |
|                | Marie-Danièle Duquenne      | LO             | 654          | 1,61         |             |             |  |
|                | Édith Baillet               | CPNT           | 567          | 1,39         |             |             |  |
|                | Daniel Mouton               | DLR            | 538          | 1,32         |             |             |  |
|                | Henri Bailleul              | MÉI            | 360          | 0,88         |             |             |  |
|                | Henri Bascoulergue          | MNR            | 228          | 0,56         |             |             |  |
|                | Valérie Molinari            | NC             | 216          | 0,53         |             |             |  |
|                |                             |                |              |              |             |             |  |
| Inscrits       | Inscrits                    | Inscrits       | 72 398       | 100,00       | 72 399      | 100,00      |  |
| Abstentions    | Abstentions                 | Abstentions    | 30 582       | 42,24        | 32 824      | 45,34       |  |
| Votants        | Votants                     | Votants        | 41 816       | 57,76        | 39 575      | 54,66       |  |
| Blancs et nuls | Blancs et nuls              | Blancs et nuls | 1 110        | 2,65         | 2 024       | 5,11        |  |
| Exprimés       | Exprimés                    | Exprimés       | 40 706       | 97,35        | 37 551      | 94,89       |  |

#### Onzième circonscription (Carvin)
| Candidat       | Candidat                      | Parti                      | Premier tour | Premier tour | Second tour | Second tour |  |
| Candidat       | Candidat                      | Parti                      | Voix         | %            | Voix        | %           |  |
| -------------- | ----------------------------- | -------------------------- | ------------ | ------------ | ----------- | ----------- |  |
|                | Odette Duriez sortante réélue | PS                         | 18 476       | 33,62        | 32 595      | 61,66       |  |
|                | Myriam Wonterghem             | UMP                        | 14 368       | 26,14        | 20 265      | 38,34       |  |
|                | Éric Iorio                    | FN                         | 5 201        | 9,46         |             |             |  |
|                | Jean Clarisse                 | PCF                        | 4 805        | 8,74         |             |             |  |
|                | Jean-Philippe Boonaert        | UDF–MoDem                  | 3 385        | 6,16         |             |             |  |
|                | Séverine Duval                | LCR                        | 1 972        | 3,59         |             |             |  |
|                | Jean-Louis Wattez             | Les Verts                  | 1 518        | 2,76         |             |             |  |
|                | Martine Lefebure-Thevenet     | MPF                        | 1 295        | 2,36         |             |             |  |
|                | Martine Bourlet               | CPNT                       | 1 022        | 1,86         |             |             |  |
|                | Régis Scheenaerts             | LO                         | 1 010        | 1,84         |             |             |  |
|                | Murielle Richet               | LT-LNÉ                     | 1 004        | 1,83         |             |             |  |
|                | Philippe Morin                | Divers droite (Maj. prés.) | 906          | 1,65         |             |             |  |
|                |                               |                            |              |              |             |             |  |
| Inscrits       | Inscrits                      | Inscrits                   | 96 649       | 100,00       | 96 647      | 100,00      |  |
| Abstentions    | Abstentions                   | Abstentions                | 40 020       | 41,41        | 41 328      | 42,76       |  |
| Votants        | Votants                       | Votants                    | 56 629       | 58,59        | 55 319      | 57,24       |  |
| Blancs et nuls | Blancs et nuls                | Blancs et nuls             | 1 667        | 2,94         | 2 459       | 4,45        |  |
| Exprimés       | Exprimés                      | Exprimés                   | 54 962       | 97,06        | 52 860      | 95,55       |  |

#### Douzième circonscription (Liévin)
| Candidat       | Candidat                           | Parti                 | Premier tour | Premier tour | Second tour | Second tour |  |
| Candidat       | Candidat                           | Parti                 | Voix         | %            | Voix        | %           |  |
| -------------- | ---------------------------------- | --------------------- | ------------ | ------------ | ----------- | ----------- |  |
|                | Jean-Pierre Kucheida sortant réélu | PS                    | 19 706       | 45,61        | 27 866      | 69,69       |  |
|                | Jeanine Duquesne                   | UMP                   | 8 396        | 19,43        | 12 118      | 30,31       |  |
|                | Cathy Poly-Apourceau               | PCF                   | 4 101        | 9,49         |             |             |  |
|                | Louis Lecoeuvre                    | FN                    | 3 351        | 7,76         |             |             |  |
|                | Anne Revel-Delpech                 | UDF–MoDem             | 2 118        | 4,90         |             |             |  |
|                | Frédéric Fraccola                  | LCR                   | 1 372        | 3,18         |             |             |  |
|                | Nathalie Hubert                    | LO                    | 981          | 2,27         |             |             |  |
|                | Ludovic Moronval                   | Les Verts             | 974          | 2,25         |             |             |  |
|                | François Balavoine                 | CPNT                  | 716          | 1,66         |             |             |  |
|                | Jacques Lacaze                     | Extrême gauche (PRCF) | 672          | 1,56         |             |             |  |
|                | Marc Thorel                        | MÉI                   | 588          | 1,36         |             |             |  |
|                | Vincent Froger de Mauny            | NC                    | 231          | 0,53         |             |             |  |
|                |                                    |                       |              |              |             |             |  |
| Inscrits       | Inscrits                           | Inscrits              | 78 977       | 100,00       | 78 977      | 100,00      |  |
| Abstentions    | Abstentions                        | Abstentions           | 34 471       | 43,65        | 36 869      | 46,68       |  |
| Votants        | Votants                            | Votants               | 44 506       | 56,35        | 42 108      | 53,32       |  |
| Blancs et nuls | Blancs et nuls                     | Blancs et nuls        | 1 300        | 2,92         | 2 124       | 5,04        |  |
| Exprimés       | Exprimés                           | Exprimés              | 43 206       | 97,08        | 39 984      | 94,96       |  |

#### Treizième circonscription (Lens)
| Candidat       | Candidat           | Parti          | Premier tour | Premier tour | Second tour | Second tour |  |
| Candidat       | Candidat           | Parti          | Voix         | %            | Voix        | %           |  |
| -------------- | ------------------ | -------------- | ------------ | ------------ | ----------- | ----------- |  |
|                | Guy Delcourt élu   | PS             | 13 690       | 34,93        | 23 574      | 64,22       |  |
|                | Béatrice Permuy    | UMP            | 8 757        | 22,34        | 13 137      | 35,78       |  |
|                | Bruno Troni        | PCF            | 5 164        | 13,18        |             |             |  |
|                | Freddy Baudrin     | FN             | 4 558        | 11,63        |             |             |  |
|                | David Bourgeois    | UDF–MoDem      | 2 225        | 5,68         |             |             |  |
|                | Naceira Vincent    | Les Verts      | 1 357        | 3,46         |             |             |  |
|                | Ali Bouhamama      | LCR            | 949          | 2,42         |             |             |  |
|                | Michel Darras      | LO             | 836          | 2,13         |             |             |  |
|                | Christian Lefrancq | CPNT           | 446          | 1,14         |             |             |  |
|                | Christian Poix     | COM            | 442          | 1,13         |             |             |  |
|                | Christian Guffroy  | PT             | 331          | 0,84         |             |             |  |
|                | Atessa Mohseni     | NC             | 240          | 0,61         |             |             |  |
|                | Eric Gourssol      | Divers         | 200          | 0,51         |             |             |  |
|                |                    |                |              |              |             |             |  |
| Inscrits       | Inscrits           | Inscrits       | 72 668       | 100,00       | 72 398      | 100,00      |  |
| Abstentions    | Abstentions        | Abstentions    | 32 134       | 44,22        | 33 587      | 46,39       |  |
| Votants        | Votants            | Votants        | 40 534       | 55,78        | 38 811      | 53,61       |  |
| Blancs et nuls | Blancs et nuls     | Blancs et nuls | 1 339        | 3,3          | 2 100       | 5,41        |  |
| Exprimés       | Exprimés           | Exprimés       | 39 195       | 96,7         | 36 711      | 94,59       |  |

#### Quatorzième circonscription (Hénin-Beaumont)
| Candidat                          | Candidat                   | Parti                      | Premier tour | Premier tour | Second tour | Second tour |  |
| Candidat                          | Candidat                   | Parti                      | Voix         | %            | Voix        | %           |  |
| --------------------------------- | -------------------------- | -------------------------- | ------------ | ------------ | ----------- | ----------- |  |
|                                   | Albert Facon sortant réélu | PS                         | 12 221       | 28,24        | 23 965      | 58,35       |  |
|                                   | Marine Le Pen              | FN                         | 10 593       | 24,47        | 17 107      | 41,65       |  |
|                                   | Jean Urbaniak              | UDF–MoDem                  | 5 732        | 13,24        |             |             |  |
|                                   | Nesrédine Ramdani          | UMP                        | 5 606        | 12,95        |             |             |  |
|                                   | Dominique Watrin           | PCF                        | 4 972        | 11,49        |             |             |  |
|                                   | Gaëtan Blanchart           | Extrême gauche (LCR)       | 967          | 2,23         |             |             |  |
|                                   | Régine Calzia              | Les Verts                  | 791          | 1,83         |             |             |  |
|                                   | Philippe Martel            | Divers écologiste (MÉI)    | 550          | 1,27         |             |             |  |
|                                   | Dominique Guidon           | Extrême gauche (LO)        | 455          | 1,05         |             |             |  |
|                                   | Tony Fraconville           | MPF                        | 437          | 1,01         |             |             |  |
|                                   | Martine Bourlet            | CPNT                       | 310          | 0,72         |             |             |  |
|                                   | Philippe de Guyenro        | Divers droite (Maj. prés.) | 229          | 0,53         |             |             |  |
|                                   | Marcel Part                | Extrême droite             | 219          | 0,51         |             |             |  |
|                                   | Jean-Marie Monka           | Divers                     | 199          | 0,46         |             |             |  |
|                                   |                            |                            |              |              |             |             |  |
| Inscrits                          | Inscrits                   | Inscrits                   | 75 660       | 100,00       | 75 658      | 100,00      |  |
| Abstentions                       | Abstentions                | Abstentions                | 31 382       | 41,48        | 31 940      | 42,22       |  |
| Votants                           | Votants                    | Votants                    | 44 278       | 58,52        | 43 718      | 57,78       |  |
| Blancs et nuls                    | Blancs et nuls             | Blancs et nuls             | 997          | 2,25         | 2 646       | 6,05        |  |
| Exprimés                          | Exprimés                   | Exprimés                   | 43 281       | 97,75        | 41 072      | 93,95       |  |
| Source : Ministère de l'Intérieur |                            |                            |              |              |             |             |  |